# Штреземан (костюм)
Штре́земан (нем. Stresemann) — мужской костюм-тройка, получивший распространение после Первой мировой войны, изначально предназначался для повседневной носки. Состоит из однотонного однобортного пиджака тёмного цвета, серого жилета и чёрных или серых брюк в полоску без отворотов. К штреземану полагается белая рубашка с серебристо-серым галстуком и чёрная шляпа, часто хомбург. Назван в честь рейхсканцлера Германии Густава Штреземана, не являвшегося его автором, но отдававшего ему предпочтение и введшего его для официальных приёмов. Ныне именуется также боннским костюмом, используется преимущественно политиками на официальных приёмах и свидетелями на свадьбе.